# Anita Stenberg (cyklist)
Anita Stenberg, född 28 augusti 1992 i Drammen, är en norsk tävlingscyklist som specialiserat sig som bancyklist.

## Karriär
Stenberg tog brons i poänglopp vid världsmästerskapen i bancykling 2020. Vid europamästerskapen i bancykling har hon tagit guld i scratch 2022 samt guld i poänglopp 2023 och 2025. 2024 tog hon guld i omnium och silver i poänglopp.